# Aida Hadžić
Aida Hadžić (* 11. September 1992 in Makarska) ist eine bosnische Fußballspielerin, die seit dem Jahr 2009 auch A-Nationalspielerin ist.

## Karriere

### Karriere
Hadžić spielte bereits im Alter von 16 Jahren im Seniorinnenbereich. Sie gehörte von 2007 bis 2019 dem SFK 2000 Sarajevo in der Zenska nogometna liga BiH an, die höchste Spielklasse im bosnisch-herzegowinischen Frauenfußball. Während ihrer Zugehörigkeit gewann sie mit der Mannschaft zwölf Mal in Folge (!) das Double (Meisterschaft und Vereinspokal).
Von Anfang Juli 2019 bis Ende Juli 2023 war sie Spielerin des am 21. Januar 2009  gegründeten ŽFK Split, bevor sie sich in die Türkei begab. Für die Frauenfußballmannschaft von Trabzonspor spielte sie vom 27. August 2023 bis zum 22. Dezember 2024 in der Turkcell Kadın Futbol Süper Lig, die höchste Spielklasse im türkischen Frauenfußball. In ihrer ersten Saison wurde sie in allen 30 Saisonspielen eingesetzt. Bei ihrem Debüt zum Saisonstart am 27. August 2023 im Heimspiel gegen den KDZ. Ereğli Belediye Spor erzielte sie in der 69. Minute mit dem Siegtor zum 1:0 sogleich ihr erstes Tor. Auch in ihrem letzten von elf Punktspielen in de Folgesaison war sie Torschützin; sie erzielte den Treffer zum 5:0-Endstand per Strafstoß im Heimspiel gegen die Frauenfußballmannschaft des Ünyespor.
Seit Ende Januar 2025 spielt sie nunmehr für den ŽNK Dinamo Zagreb und bestreitet Saisonspiele der Rückrunde in der 1. HNLŽ, die höchste Spielklasse im kroatischen Frauenfußball.

### Nationalmannschaft
Hadžić bestritt zunächst Länderspiele für die U19-Nationalmannschaft, drei davon in der Gruppe 8 in der ersten Qualifikationsrunde für die angestrebte Teilnahme an der vom 13. bis zum 25. Juli 2009 in Belarus vorgesehenen und altersbezogenen Europameisterschaft. Im Jahr darauf bestritt sie zwei in der Gruppe 3 der ersten und drei in der Gruppe F der zweiten Qualifikationsrunde. Ihre letzten drei U19-EM-Qualifikationsspiele waren die Begegnungen mit den U19-Nationalmannschaften Spaniens, Dänemarks und Griechenland, die mit 0:4, 0:2 und 0:3 verloren wurden.
Für die A-Nationalmannschaft wurde sie bislang in über 55 Länderspielen eingesetzt. Sie kam überwiegend in WM- (5, 9 und 8 Einsätze 2011/12, 2013/14 und 2017/18) und EM-Qualifikationsspielen (7, 2 und 6 Einsätze 2015/16, 2019 und 2024) sowie in elf Spielen im Wettbewerb um die Nations League zum Einsatz, wie auch in zahlreichen Freundschaftsspielen, so bspw. am 13. November 2018 in Kluczbork bei der 0:4-Niederlage gegen die Nationalmannschaft Polens und am 12. Juni 2019 in Zenica in der torlosen Begegnung mit der Nationalmannschaft Montenegros.
Des Weiteren war sie mit ihrer Mannschaft auch im Turnier um den Istrien-Cup 2017 und 2019 vertreten. In ihrem ersten Turnier erreichte sie mit ihrer Mannschaft das Finale, das am 8. März in Umag jedoch mit 0:2 gegen die Nationalmannschaft der Slowakei verloren wurde, nachdem sie im ersten und dritten Spiel der Gruppe B zum Einsatz gekommen war. 2019 bestritt beide Spiele der Gruppe B sowie das Spiel um Platz 3 am 4. März in Zagreb; es wurde mit 0:1 gegen die Nationalmannschaft der Ukraine verloren. Ihr bislang einziges A-Länderspieltor erzielte sie am 30. August 2019 in Zenica beim 7:0-Sieg über die Nationalmannschaft Georgiens im ersten Spiel der EM-Qualifikationsgruppe B mit dem Treffer zum 4:0 in der 23. Minute.

## Erfolge
Nationalmannschaft
- Istrien-Cup-Finalist 2017, -Vierter 2019

ŽNK Split
- Kroatischer Meister 2020, 2022

SFK 2000 Sarajevo
- Bosnisch-herzegowinischer Meister 2008 – 2019
- Bosnisch-herzegowinischer Pokalsieger 2017, 2018, 2019